# Steven Weinberg
Steven Weinberg (3 de maio de 1933 – 23 de julho de 2021) foi um físico teórico norte-americano e laureado com o Nobel de Física por suas contribuições, junto com Abdus Salam e Sheldon Glashow, à unificação da força fraca e da interação eletromagnética entre partículas elementares. Ele ocupou a Cadeira Regental Josey em Ciência na Universidade do Texas em Austin, onde foi membro dos Departamentos de Física e Astronomia. Sua pesquisa sobre partículas elementares e cosmologia física foi homenageada com numerosos prêmios e distinções, incluindo o Prêmio Nobel de Física de 1979 e a Medalha Nacional de Ciência de 1991. Em 2004, recebeu a Medalha Benjamin Franklin da Sociedade Filosófica Americana, com uma citação que dizia que ele era "considerado por muitos como o físico teórico vivo mais proeminente do mundo". Foi eleito para a Academia Nacional de Ciências dos EUA, para a Royal Society britânica, para a Sociedade Filosófica Americana e para a Academia Americana de Artes e Ciências. Os artigos de Weinberg sobre vários assuntos ocasionalmente apareciam na The New York Review of Books e em outros periódicos. Ele atuou como consultor na Agência de Controle de Armas e Desarmamento dos EUA, presidente da Sociedade Filosófica do Texas e membro do Conselho Editorial da revista Daedalus, do Conselho de Acadêmicos da Biblioteca do Congresso, do grupo JASON de consultores de defesa e muitos outros conselhos e comitês.

## Início de vida
Steven Weinberg nasceu em 1933 na cidade de Nova York. Seus pais eram imigrantes judeus; seu pai, Frederick, trabalhava como taquígrafo judicial, enquanto sua mãe, Eva (Israel), era dona de casa. Interessando-se por ciência aos 16 anos através de um conjunto de química que recebeu de um primo, formou-se na Bronx High School of Science em 1950. Ele estava na mesma turma de formandos que Sheldon Glashow, cuja pesquisa, independente da de Weinberg, resultou no compartilhamento (junto com Abdus Salam) do Nobel de física de 1979. Em uma memória publicada após sua morte em 2021, Weinberg escreveu: "Qualquer inteligência nativa e curiosidade intelectual que eu possa ter, devo aos meus pais, em particular, ao meu pai." Weinberg recebeu seu diploma de bacharel pela Universidade Cornell em 1954. Lá, ele residiu na Telluride House. Em seguida, foi para o Instituto Niels Bohr em Copenhague, onde iniciou seus estudos de pós-graduação e pesquisa. Após um ano, Weinberg mudou-se para a Universidade Princeton, onde obteve seu Ph.D. em física em 1957, concluindo sua dissertação, "O papel das interações fortes nos processos de decaimento", sob a supervisão de Sam Treiman.

## Carreira e pesquisa
Após completar seu Ph.D., Weinberg trabalhou como pesquisador de pós-doutorado na Universidade Columbia (1957–59) e na Universidade da Califórnia, Berkeley (1959) e depois foi promovido a professor em Berkeley (1960–66). Ele pesquisou vários tópicos de física de partículas, como o comportamento de alta energia da teoria quântica de campos, quebra de simetria, espalhamento de píon, fótons infravermelhos e gravidade quântica (teorema do gráviton suave). Foi também durante esse período que ele desenvolveu a abordagem à teoria quântica de campos descrita nos primeiros capítulos de seu livro The Quantum Theory of Fields e começou a escrever seu livro didático Gravitation and Cosmology, tendo despertado interesse por relatividade geral após a descoberta da radiação cósmica de fundo. Ele também foi nomeado cientista sênior no Observatório Astrofísico Smithsonian. The Quantum Theory of Fields abrangeu três volumes e mais de 1 500 páginas, e é frequentemente considerado o principal livro na área.
Em 1966, Weinberg deixou Berkeley e aceitou um cargo de professor na Harvard. Em 1967, foi professor visitante no MIT. Foi naquele ano no MIT que Weinberg propôs seu modelo de unificação do eletromagnetismo e das forças nucleares fracas (como as envolvidas no decaimento beta e no decaimento de káons), com as massas dos portadores de força da parte fraca da interação sendo explicadas pela quebra espontânea de simetria. Um de seus aspectos fundamentais foi a previsão da existência do bóson de Higgs. O modelo de Weinberg, agora conhecido como teoria da unificação eletrofraca, tinha a mesma estrutura de simetria que a proposta por Glashow em 1961: ambas incluíam o então desconhecido mecanismo de interação fraca entre léptons, conhecido como corrente neutra e mediado pelo bóson Z. A descoberta experimental de 1973 das correntes neutras fracas (mediadas por esse bóson Z) foi uma verificação da unificação eletrofraca. O artigo de Weinberg no qual ele apresentou essa teoria é um dos trabalhos mais citados na história da física de alta energia.
Após seu trabalho seminal de 1967 sobre a unificação das interações fracas e eletromagnéticas, Weinberg continuou seu trabalho em muitos aspectos da física de partículas, teoria quântica de campos, gravidade, supersimetria, supercordas e cosmologia. Nos anos após 1967, o Modelo Padrão completo da teoria de partículas elementares foi desenvolvido através do trabalho de muitos colaboradores. Nele, as interações fracas e eletromagnéticas já unificadas pelo trabalho de Weinberg, Salam e Glashow, são tornadas consistentes com uma teoria das interações fortes entre quarks, em uma teoria abrangente. Em 1973, Weinberg propôs uma modificação do Modelo Padrão que não continha o bóson de Higgs fundamental desse modelo. Também durante a década de 1970, ele propôs uma teoria posteriormente conhecida como technicolor, na qual novas interações fortes resolvem o problema da hierarquia.
Weinberg tornou-se Professor Eugene Higgins de Física na Universidade Harvard em 1973, cargo que ocupou até 1983. Em 1979, ele foi pioneiro na visão moderna sobre o aspecto de renormalização da teoria quântica de campos que considera todas as teorias quânticas de campos como teorias de campos efetivas e mudou o ponto de vista de trabalhos anteriores (incluindo o seu próprio no artigo de 1967) de que uma teoria quântica de campos sensata deve ser renormalizável. Essa abordagem permitiu o desenvolvimento da teoria efetiva da gravidade quântica, QCD de baixa energia, teoria de campos efetiva de quarks pesados e outros desenvolvimentos, e é um tópico de considerável interesse nas pesquisas atuais. Em 1979, cerca de seis anos após a descoberta experimental das correntes neutras – ou seja, a descoberta da existência inferida do bóson Z – mas após a descoberta experimental em 1978 da quantidade de violação de paridade prevista pela teoria devido à mistura dos bósons Z com interações eletromagnéticas, Weinberg foi premiado com o Nobel de física junto com Glashow e Salam, que haviam proposto independentemente uma teoria de unificação eletrofraca baseada na quebra espontânea de simetria.
Em 1982, Weinberg mudou-se para a Universidade do Texas em Austin como titular da Cadeira Regental de Ciência da Fundação Jack S. Josey-Welch, e iniciou um grupo de física teórica na universidade que agora tem oito professores titulares e é um dos principais grupos de pesquisa na área nos EUA.
Weinberg é frequentemente listado entre os principais cientistas com os mais altos índices de efeito de pesquisa, como o índice-h e o índice de criatividade. O físico teórico Peter Woit chamou Weinberg de "possivelmente a figura dominante na física de partículas teórica durante seu período de grande sucesso do final dos anos sessenta ao início dos anos oitenta", chamando sua contribuição para a unificação eletrofraca de "até hoje no centro do Modelo Padrão, nosso melhor entendimento da física fundamental". A Science News o nomeou, junto com os teóricos Murray Gell-Mann e Richard Feynman, como os principais físicos da era, comentando: "Entre seus pares, Weinberg era uma das figuras mais respeitadas em toda a física ou talvez em toda a ciência". Sean Carroll chamou Weinberg de um dos "melhores físicos que tivemos; um dos melhores pensadores de qualquer variedade" que "exibiu extraordinário entusiasmo e clareza de pensamento ao longo de toda a extensão de uma vida longa e produtiva", enquanto John Preskill o chamou de "um dos cientistas mais realizados de nossa época, e um porta-voz particularmente eloquente para a visão de mundo científica". Brian Greene disse que Weinberg tinha uma "impressionante capacidade de ver o funcionamento profundo da natureza" que "moldou profundamente nossa compreensão do universo". Após a concessão do Prêmio Breakthrough em 2020, um dos fundadores dos prêmios, Yuri Milner, chamou Weinberg de "arquiteto-chave" de "uma das teorias físicas mais bem-sucedidas de todos os tempos", enquanto o teórico das cordas Juan Maldacena, presidente do comitê de seleção, disse: "Steven Weinberg desenvolveu muitas das ferramentas teóricas fundamentais que usamos para a descrição da natureza em um nível fundamental".

### Outras contribuições
Além de sua pesquisa científica, Weinberg foi um porta-voz público da ciência, testemunhando perante o Congresso em apoio ao Supercondutor Supercolisor, escrevendo artigos para o The New York Review of Books e dando várias palestras sobre o significado mais amplo da ciência. Seus livros sobre ciência escritos para o público combinam a típica popularização científica com o que é tradicionalmente considerado história da ciência e filosofia da ciência e ateísmo. Seu primeiro livro de divulgação científica, Os Primeiros Três Minutos: Uma Visão Moderna da Origem do Universo (1977), descreveu o início do universo com o Big Bang e enunciou um caso para sua expansão.
Embora ainda lecionando física, em anos posteriores ele se voltou para a história da ciência, esforços que culminaram em To Explain the World: The Discovery of Modern Science (2015). Uma resenha hostil no Wall Street Journal por Steven Shapin atraiu vários comentários, uma resposta de Weinberg e uma troca de opiniões entre Weinberg e Arthur Silverstein no NYRB em fevereiro de 2016. Em 2016, Weinberg tornou-se um líder por defeito para professores e estudantes que se opunham a uma nova lei permitindo o porte de armas ocultas nas salas de aula da UT. Ele anunciou que proibiria armas em suas aulas e disse que manteria sua decisão de violar os regulamentos universitários nessa questão, mesmo se confrontado com um processo. Weinberg nunca se aposentou e lecionou na UT até sua morte.

## Vida pessoal e arquivo
Em 1954, Weinberg casou-se com a jurista Louise Goldwasser e eles tiveram uma filha, Elizabeth. Weinberg morreu em 23 de julho de 2021, aos 88 anos, em um hospital em Austin, onde estava em tratamento por várias semanas. Os papéis de Weinberg foram doados ao Harry Ransom Center na Universidade do Texas.

## Visão de mundo
Weinberg se identificava como liberal.

### Visões sobre religião
Weinberg era ateu. Antes de ser um defensor da teoria do Big Bang, Weinberg disse: "A teoria do estado estacionário é filosoficamente a teoria mais atraente porque é a que menos se assemelha ao relato dado em Gênesis.".

### Visões sobre Israel
Weinberg era conhecido por seu apoio a Israel, que ele caracterizava como "a 'saliência mais exposta' em uma guerra entre democracias liberais e teocracias muçulmanas". Ele escreveu o ensaio de 1997 "Zionism and Its Adversaries" sobre o assunto. Na década de 2000, Weinberg cancelou viagens a universidades no Reino Unido por causa dos boicotes britânicos direcionados a Israel. Na época, ele disse: "Dada a história dos ataques a Israel e a opressão e agressividade de outros países no Oriente Médio e em outros lugares, boicotar Israel indicava uma cegueira moral para a qual é difícil encontrar qualquer explicação que não seja o antissemitismo",

## Publicações